# Craterul Kgagodi
Kgagodi este un crater de impact meteoritic în Botswana.

## Date generale
Craterul are un diametru de 3,5 km și are vârsta estimată la mai puțin de 180 milioane ani (probabil Jurasic). Craterul este expus la suprafață.